# Temporada del 2011 de pilota valenciana
Heus ací un resum de les principals competicions de Pilota valenciana jugades íntegrament o acabades l'any 2011.

## Professionals

### Escala i corda
| Competició                            | Campió                    | Subcampió                |
| ------------------------------------- | ------------------------- | ------------------------ |
| Circuit Bancaixa                      | Miguel i Dani             | Núñez, Tato i Santi      |
| Individual                            | Álvaro                    | Soro III                 |
| Copa Diputació                        | Genovés II i Raül II      | Álvaro i Sarasol II      |
| Trofeu Milar                          | Álvaro                    | Jesús                    |
| Trofeu Diputació de Castelló          | Soro III i Dani           | Núñez, Raül II i Santi   |
| Màsters Ciutat de València            | Soro III, Javi i Tino     | Álvaro, Jesús i Tomàs II |
| Trofeu Ciutat de Dénia                | Miguel, Tato i Tomàs II   | Cervera, Dani i Solaz    |
| Trofeu Ciutat de Llíria               | Álvaro i Dani             | Miguel i Fèlix           |
| Trofeu Hnos. Viel                     | Adrián I, Javi i Tomàs II | Álvaro i Tato            |
| Trofeu Mancomunitat de la Ribera Alta | Álvaro i Jesús            | León i Dani              |
| Trofeu Nadal de Benidorm              | León, Dani i Santi        | Álvaro, Tato i Tomàs II  |
| Trofeu Universitat de València        | Núñez, Nacho i Solaz      | Santi II, Fèlix i Héctor |
| Trofeu Vidal                          | Álvaro, Dani i Héctor     | Miguel, Fèlix i Jesús    |
| Trofeu Superdeporte                   | Cervera, Tato i Pere      | Fageca, Raül II i Hèctor |
| Trofeu Caixa-Rural de Vila-real       | Soro III, Tato i Hèctor   | Cervera, Dani i Herrera  |
| Trofeu Tio Pena de Massamagrell       | Cervera, Fèlix i Tino     | Núñez, Jesús i Santi     |

### Frontó
| Competició                                   | Campió             | Subcampió       |
| -------------------------------------------- | ------------------ | --------------- |
| Trofeu President de la Diputació de València | Álvaro i Puchol II | Núñez i Montesa |

### Galotxa
| Competició       | Campió               | Subcampió     |
| ---------------- | -------------------- | ------------- |
| Trofeu Moscatell | Marcos, Fèlix i Tino | Miguel i Dani |

### Raspall
| Competició                            | Campió          | Subcampió          |
| ------------------------------------- | --------------- | ------------------ |
| Individual                            | Waldo           | Armando            |
| Campionat per equips                  | Waldo, Sidahmed | Josep, Alberto     |
| Trofeu Gregori Maians                 | Josep i Alberto | Virgi i Moro       |
| Mancomunitat de municipis de la Safor | Waldo i Xoto    | Blasco i Coeter II |

## Aficionats

### Escala i corda
| Competició          | Campió              | Subcampió          |
| ------------------- | ------------------- | ------------------ |
| Lliga Caixa Popular | Rodrigo i Carlos II | Carlos i Víctor II |

### Frontó
| Competició | Campió          | Subcampió          |
| ---------- | --------------- | ------------------ |
| Individual | Adrian          | Víctor             |
| Parelles   | Salva i Montesa | Pasqual II i Zarzo |

### Galotxa
| Competició       | Campió                     | Subcampió                  |
| ---------------- | -------------------------- | -------------------------- |
| El Corte Inglés  | Ovocity-Marquesat d'Alfarp | Caja Campo Godelleta       |
| Interpobles      | Aj. de Beniparrell         | Electrofassar Massalfassar |
| Supercopa        | El Manar Massalfassar      | Ovocity-Marquesat d'Alfarp |
| Copa Generalitat | CP Massalfassar            | CP Godelleta               |

### Llargues
| Competició                 | Campió | Subcampió |
| -------------------------- | ------ | --------- |
| Lliga a Llargues d'Alacant | Tibi   | Sella     |

#### Palma
| Competició    | Campió | Subcampió |
| ------------- | ------ | --------- |
| Lliga a Palma | Tibi   | Murla     |

### Perxa
| Competició    | Campió | Subcampió           |
| ------------- | ------ | ------------------- |
| Lliga a Perxa | Tibi   | Castell de Castells |

### Raspall
| Competició                       | Campió      | Subcampió |
| -------------------------------- | ----------- | --------- |
| Autonòmic de Raspall al carrer   | Rafelbunyol | Bicorp    |
| Autonòmic de Raspall en trinquet |             |           |

| Precedit per: Temporada del 2010 de pilota valenciana | Temporada del 2011 de pilota valenciana 2011 | Succeït per: Temporada del 2012 de pilota valenciana |